# Odczynnik Schweizera

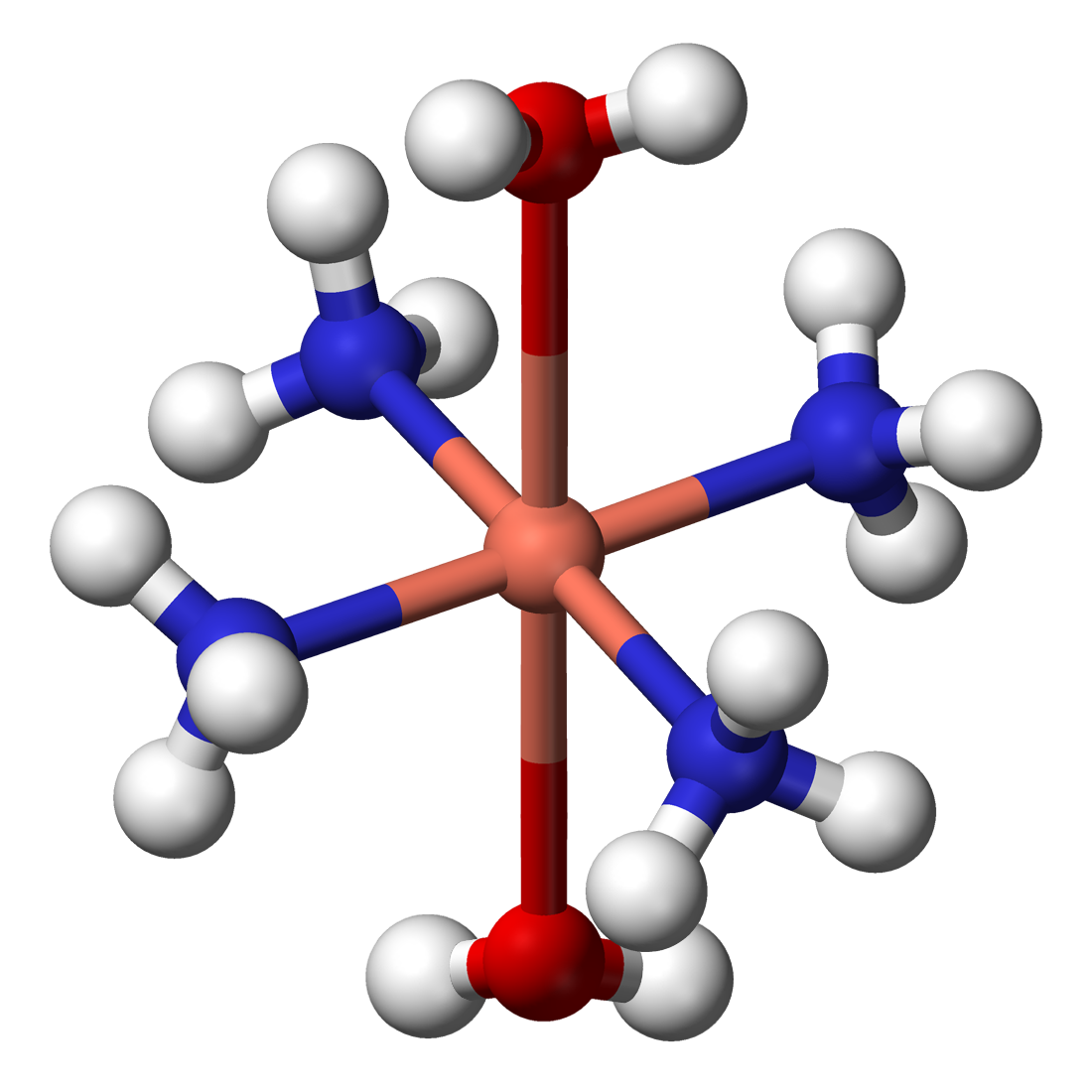
Kompleksowy kation diakwatetraaminamiedzi(II), [Cu(NH_{3})_{4}(H_{2}O)_{2}]^{2+}

Odczynnik Schweizera – odczynnik chemiczny, roztwór wodorotlenku diakwatetraaminamiedzi(II) ([Cu(NH3)4(H2O)2](OH)2)·H2O, otrzymywany poprzez rozpuszczenie wodorotlenku miedzi w stężonym roztworze wodnym amoniaku. Stosowany jako rozpuszczalnik celulozy.
Wodorotlenek [Cu(NH3)4(H2O)2](OH)2 jest mocną zasadą. Jego roztwór zawiera solwatowane kompleksowe jony tetraaminamiedzi(II) o wzorze [Cu(NH3)4(H2O)2]2+.
Odczynnik Schweizera przeprowadza do roztworu każdy rodzaj celulozy, nawet o największym stopniu polimeryzacji. Celuloza wytrąca się po zakwaszeniu roztworu. Zjawisko to wykorzystuje się przy produkcji sztucznego jedwabiu. Stosowany także jako odczynnik laboratoryjny, m.in. do analiz chemicznych oraz badań biologicznych i medycznych.
Właściwości substancji, nazwanej później odczynnikiem Schweizera, odkrył w 1857 r. Mathias Eduard Schweizer (1818–1860), profesor chemii na uniwersytecie w Zurychu.